# 拉沙尔梅
拉沙尔梅（法語：La Charmée，法語發音：[la ʃaʁme]）是法国索恩-卢瓦尔省的一个市镇，属于索恩河畔沙隆区。

## 地理
拉沙尔梅（46°43'11"N, 4°47'39"E）面积13.95 平方千米，位于法国勃艮第-弗朗什-孔泰大區索恩-卢瓦尔省，该省份为法国中部省份，北起顺时针与科多尔省、汝拉省、安省、罗讷省、卢瓦尔省、阿列省和涅夫勒省接壤。
与拉沙尔梅接壤的市镇（或旧市镇、城区）包括：日夫里、格朗日、圣昂布勒伊、圣日耳曼莱比克西、圣卢德瓦雷讷、圣雷米、大瓦雷讷。

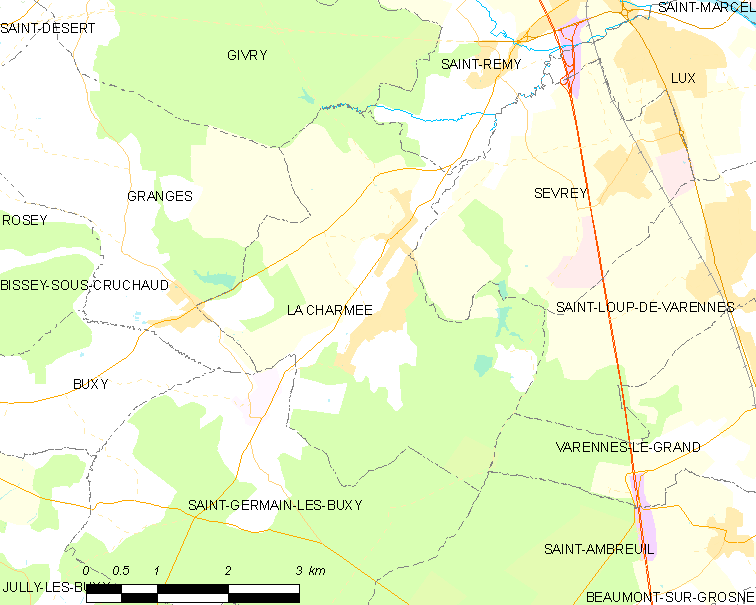
拉沙尔梅的OSM定位图

拉沙尔梅的时区为UTC+01:00、UTC+02:00（夏令时）。

## 行政
拉沙尔梅的邮政编码为71100，INSEE市镇编码为71102。

## 政治
拉沙尔梅所属的省级选区为圣雷米县。

## 人口

1962-2008年间拉沙尔梅人口变化图示

拉沙尔梅于2022年1月1日时的人口数量为680人。